# برادران تاویانی

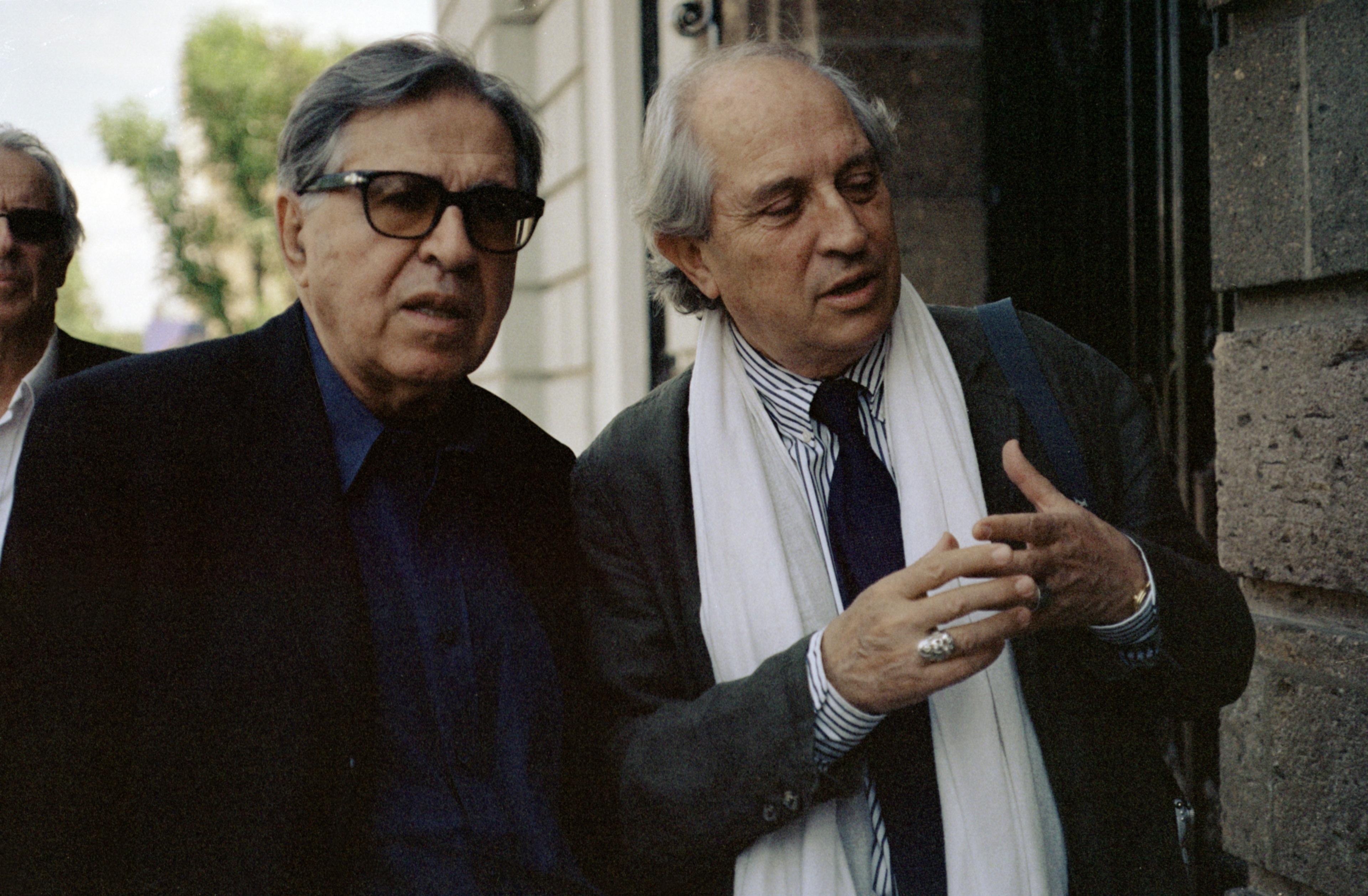

برادران تاویانی (ایتالیایی: Paolo e Vittorio Taviani و ایتالیایی: Paolo and Vittorio Taviani) ویتوریو تاویانی (به ایتالیایی: Vittorio Taviani) (۲۰ سپتامبر ۱۹۲۹ – ۱۵ آوریل ۲۰۱۸) و پائولو تاویانی (۸ نوامبر ۱۹۳۱ – ۲۹ فوریهٔ ۲۰۲۴) دو برادر کارگردان و فیلم‌نامه‌نویس ایتالیایی بودند که با دیدگاهی مارکسیستی مشترکاً فیلم می‌ساختند.

## زندگی حرفه‌ای

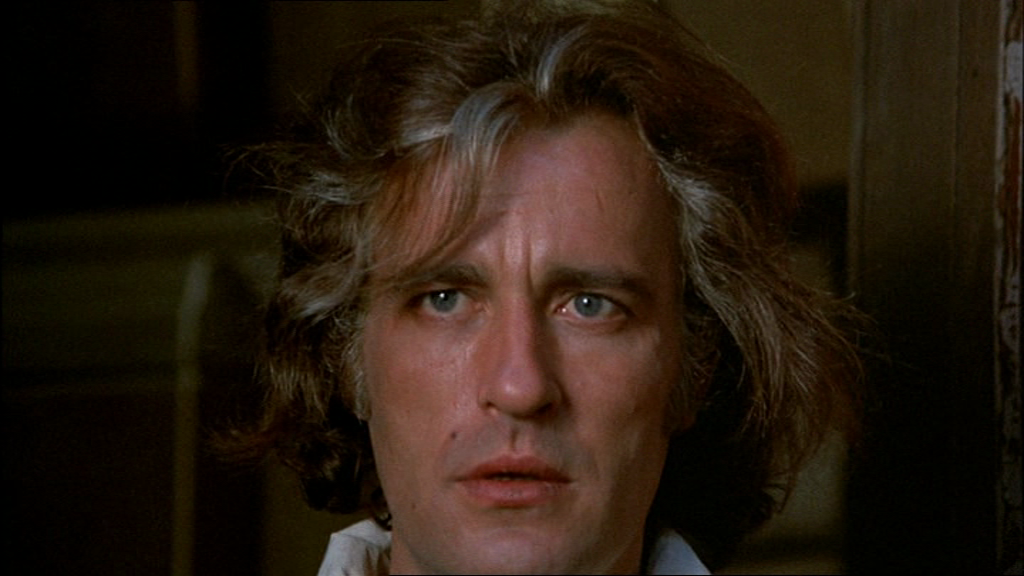
عکسی از فیلم «اسکرین شات از آلونسانفان» ۱۹۷۴

برادران تاویانی از کودکی با هم به سینما می‌رفتند و پس از بازگشت به خانه، داستان فیلم را با جزئیات برای مادرشان در آشپزخانه تعریف می‌کردند. اثرگذارترین فیلم بر آن دو آلمان، سال صفر ساخته روبرتو روسلینی بود که آنها را با جنبش نئورالیسم آشنا کرد. آن‌ها در جوانی، تحت تأثیر جنبش نئورالیسم و سیاست روز، نمایش‌هایی را در زادگاه خود سان مینیاتو اجرا می‌کردند.
این دو، از کارگردانان برجسته نسل میانیِ سینمای ایتالیا محسوب می‌شدند. آن‌ها فیلم‌های کوتاه و بلند بسیاری تولید کردند. نزدیکی این دو برادر به یکدیگر به حدی بود که مارچلو ماسترویانی بازیگر سرشناس ایتالیایی هر کدام را با نام هر دو صدا می‌زد و آن‌ها را «پائولو ویتوریو» می‌خواند. همکاری آنها با تونینو گوئرا به کیفیت کار آنها کمک کرد.
برادران تاویانی در دهه ۱۹۶۰ میلادی کار خود را در عرصه سینمای موج نوی ایتالیا آغاز کردند. آغاز اوج دوره کاری آن‌ها در اواخر دهه ۱۹۷۰ بود. دو فیلم سن‌میکله یک خروس داشت (۱۹۷۱) (درام برگرفته از رمان لئو تولستوی) و پدرسالار (۱۹۷۷) با سرمایه‌گذاری تلویزیون ملی ایتالیا ساخته شدند. در نخستین شب پخش پدر سالار ۱۷ میلیون نفر این فیلم را تماشا کردند.
موفقیت بعدی آن‌ها شب سن لورنزو (۱۹۸۱) و کائوس (۱۹۸۴) بودند. پس از نزدیک به سه دهه آن‌ها بار دیگر با فیلم سزار باید بمیرد (۲۰۱۲) درخشیدند. آخرین فیلم مشترک آن‌ها رنگین کمان: یک موضوع خصوصی محصول ۲۰۱۷ بود. نخستین و آخرین فیلمی که پائولو تاویانی به تنهایی ساخت، لئونورا آدیو بود که در بخش رقابتی برلیناله ۲۰۲۲ حضور داشت.

## گزیدهٔ فیلم‌شناسی
- سان مینیاتو، ژوئیه ۴۴ (۱۹۵۴)
- ایتالیا یک کشور فقیر نیست (۱۹۶۰)
- مردی برای سوزاندن (۱۹۶۲)
- یاغیان ازدواج (۱۹۶۳)
- خرابکاران (۱۹۶۷)
- زیر نشان عقرب (۱۹۶۹)
- سن‌میکله یک خروس داشت (۱۹۷۲)
- آلونسانفان (۱۹۷۴)
- پدرسالار (۱۹۷۷)
- مرغزار (۱۹۷۹)
- شب سن لورنزو (۱۹۸۱)
- کائوس (۱۹۸۴)
- صبح بخیر، بابل (۱۹۸۷)
- خورشید در شب (۱۹۹۰)
- خویشاوندی‌های اختیاری (۱۹۹۶)
- تو می‌خندی (۱۹۹۸)
- دنیای دیگری ممکن است (۲۰۰۱)
- رستاخیز (۲۰۰۱)
- لوئیزا سانفلیچه (۲۰۰۴)
- سزار باید بمیرد (۲۰۱۲)
- بوکاچیوی شگفت‌انگیز (۲۰۱۵)
- رنگین کمان: یک موضوع خصوصی (۲۰۱۷)
- لئونورا آدیو (۲۰۲۲)

## جوایز
این دو برادر برای فیلم پدرسالار (۱۹۷۷) برنده نخل طلای جشنواره بین‌المللی فیلم کن و همچنین برای فیلم سزار باید بمیرد خرس طلای جشنواره بین‌المللی فیلم برلین را در سال ۲۰۱۲ از آن خود کردند. «سن‌میکله یک خروس داشت» در جشنواره کن ۱۹۷۲ به عنوان فیلم برگزیده دو هفته کارگردانان معرفی شد.
- ۱۹۷۷: نخل طلا در جشنواره بین‌المللی فیلم کن برای پدرسالار)
- ۱۹۷۷: جایزه بزرگ برای پدرسالار، جشنواره بین‌المللی فیلم برلین
- ۱۹۷۸: دیوید دی دوناتلو ویژه برای پدرسالار
- ۱۹۸۲: جایزه بزرگ (جشنواره فیلم کن) در جشنواره بین‌المللی فیلم کنبرای شب سن لورنزو
- ۱۹۸۳: David di Donatello for Best Film و جایزه دیوید دی دوناتلو بهترین کارگردان برای شب سن لورنزو
- ۱۹۸۴: Italian Golden Globes جایزه گلدن گلوب برای بهترین فیلم برای شب سن لورنزو
- ۱۹۸۵: Italian Golden Globes جایزه گلدن گلوب برای بهترین فیلم برای کائوس
- ۱۹۸۵: David di Donatello برای Best Script برای کائوس
- ۱۹۸۶: شیر طلایی Life Career of the جشنواره فیلم ونیز
- ۲۰۰۲: جشنواره بین‌المللی فیلم مسکو در 24th Moscow International Film Festival برای رستاخیز[۶]
- ۲۰۰۵: Italian Golden Globes Career Prize
- ۲۰۰۷: Efebo d'oro برای La Masseria delle Allodole.
- ۲۰۰۸: مدرک افتخاری در "Cinema, Theatre and Multimedia Production" توسط Faculty of Literature and Philosophy دانشگاه پیزا
- ۲۰۱۲: خرس طلایی و جایزه کلیسای جهانی - جشنواره بین‌المللی فیلم برلین برای سزار باید بمیرد
- ۲۰۱۲: David di Donatello for Best Film و جایزه دیوید دی دوناتلو بهترین کارگردان برای سزار باید بمیرد

## درگذشت
ویتوریو تاویانی برادر کوچکتر پائولو، ۱۵ آوریل ۲۰۱۸ در سن ۸۸ سالگی بر اثر بیماری درگذشت. پائولو تاویانی ۲۹ فوریه ۲۰۲۴ در سن ۹۲ سالگی در گذشت.